# Преданный (роман)
«Преданный» (англ. The Commited) — роман американского автора вьетнамского происхождения Вьет Тхань Нгуена, сиквел к его литературному дебюту, книге «Сочувствующий», которая была признана бестселлером 2015 года журналом The New York Times и удостоена Пулитцеровской премии в 2016 году.

## Сюжет
Эмигрант, в прошлом бежавший из тыла Вьетнамской войны, прибывает в Париж в поисках себя. Последствия прошлых решений и новые моральные вопросы утягивают героя в трясину криминального подполья французской столицы и революционную активность, а также требуют найти ответы на сложные вопросы о сохранении жизни и отношений старых и новых знакомых, которые готовы убить друг друга и пойти на любые свершения ради достижения целей. Барахтанье в болотах нескончаемых интриг и философских вопросов, а также встречи с последствиями политики французского колониализма — программа-минимум для бывшего шпиона в Париже 1980-х годов.

## Критика
Роман получил в целом положительные отклики литературных обозревателей. На англоязычном агрегаторе книжных отзывов и оценок Book Marks у «Преданного» рейтинг находится на отметке «Позитивно», рекомендуется к прочтению. Рецензент издания Kirkus Reviews отмечает, что «Нгуену ловко удается уравновешивать экзистенциальное отчаяние своего героя зловещим отблеском криминальной саги…». Автор Publishers Weekly в своем обзоре высоко оценил «сюжетные переплетения в истории рассказчика, описаниях подпольного бара Босса и вдумчивых отсылок на творчество Франца Фанона и Эме Сезера…». Критик The New York Times похвалил первую сотню страниц романа, отметив, что они «лучше всего, что было в первой книге», но при этом остальную часть романа посчитал «неровной, шероховатой».
В русскоязычных изданиях оценки книги также положительные. Критик «Афиша Daily» Вера Богданова отметила, что «Нгуен работает на стыке жанров: драма и черная комедия, иммигрантская проза и роман о войне. Всё как в жизни: смешно и страшно одновременно…». На агрегаторе книжных оценок и отзывов LiveLib.ru средняя оценка составила 4.1/5 на основании 114 отзывов.